# Lijst van voetbalinterlands Angola - Mozambique
Deze lijst van voetbalinterlands is een overzicht van alle officiële voetbalwedstrijden tussen de nationale teams van Angola en Mozambique. De landen speelden tot op heden 22 keer tegen elkaar. De eerste ontmoeting was een vriendschappelijke wedstrijd op 8 november 1980 in Luanda. Het laatste duel, eveneens een vriendschappelijke wedstrijd, werd gespeeld in Albufeira (Portugal) op 13 oktober 2023.

## Wedstrijden
| №  | Plaats    | Datum             | Competitie                                        | Wedstrijd           | Uitslag |
| -- | --------- | ----------------- | ------------------------------------------------- | ------------------- | ------- |
| 1  | Luanda    | 8 november 1980   | Vriendschappelijk                                 | Angola − Mozambique | 1 − 1   |
| 2  | Maputo    | 23 juni 1985      | Vriendschappelijk                                 | Mozambique − Angola | 0 − 3   |
| 3  | Maputo    | 7 juli 1985       | Vriendschappelijk                                 | Mozambique − Angola | 3 − 2   |
| 4  | Maputo    | 12 juli 1985      | Vriendschappelijk                                 | Angola − Mozambique | 1 − 0   |
| 5  | Luanda    | 8 november 1985   | Vriendschappelijk                                 | Angola − Mozambique | 0 − 0   |
| 6  | Luanda    | 13 april 1989     | Vriendschappelijk                                 | Angola − Mozambique | 1 − 1   |
| 7  | Maputo    | 6 maart 1990      | Vriendschappelijk                                 | Mozambique − Angola | 2 − 1   |
| 8  | Luanda    | 9 november 1990   | Vriendschappelijk                                 | Angola − Mozambique | 4 − 2   |
| 9  | Luanda    | 8 januari 1995    | Afrika Cup 1996 kwalificatie                      | Angola − Mozambique | 1 − 0   |
| 10 | Maputo    | 16 juli 1995      | Afrika Cup 1996 kwalificatie                      | Mozambique − Angola | 2 − 1   |
| 11 | Maputo    | 30 maart 1997     | Vriendschappelijk                                 | Mozambique − Angola | 1 − 2   |
| 12 | Lilongwe  | 20 juli 1998      | COSAFA Cup 1998                                   | Mozambique − Angola | 1 − 1   |
| 13 | Maputo    | 25 juni 2002      | Vriendschappelijk                                 | Mozambique − Angola | 1 − 1   |
| 14 | Maputo    | 19 september 2004 | COSAFA Cup 2004                                   | Mozambique − Angola | 0 − 1   |
| 15 | Kitwe     | 18 juli 2013      | COSAFA Cup 2013                                   | Angola − Mozambique | 0 − 1   |
| 16 | Maputo    | 25 augustus 2013  | African Championship of Nations 2014 kwalificatie | Mozambique − Angola | 0 − 0   |
| 17 | Benguela  | 31 augustus 2013  | African Championship of Nations 2014 kwalificatie | Angola − Mozambique | 1 − 1   |
| 18 | Maputo    | 5 maart 2014      | Vriendschappelijk                                 | Mozambique − Angola | 1 − 1   |
| 19 | Maputo    | 25 maart 2017     | Vriendschappelijk                                 | Mozambique − Angola | 2 − 0   |
| 20 | Rio Maior | 13 oktober 2020   | Vriendschappelijk                                 | Mozambique − Angola | 0 − 3   |
| 21 | Durban    | 7 juli 2023       | COSAFA Cup 2023                                   | Mozambique − Angola | 1 − 1   |
| 22 | Albufeira | 13 oktober 2023   | Vriendschappelijk                                 | Mozambique − Angola | 1 − 1   |

## Samenvatting
| Competitie                                   | Totaal gespeeld | Winst Angola | Gelijk | Winst Mozambique | Doelsaldo Angola – Mozambique |
| -------------------------------------------- | --------------- | ------------ | ------ | ---------------- | ----------------------------- |
| Afrika Cup-kwalificatie                      | 2               | 1            | 0      | 1                | 2 − 2                         |
| African Championship of Nations-kwalificatie | 2               | 0            | 2      | 0                | 1 − 1                         |
| COSAFA Cup                                   | 4               | 1            | 2      | 1                | 3 − 3                         |
| Vriendschappelijk                            | 14              | 5            | 6      | 3                | 21 − 15                       |
| Totaal                                       | 22              | 7            | 10     | 5                | 27 − 21                       |

Wedstrijden bepaald door strafschoppen worden, in lijn met de FIFA, als een gelijkspel gerekend.